# Suzuki RV125
La Suzuki RV125 est une série de motos fabriquée par Suzuki de 1972 à 1982 et réintroduite en tant que RV125 VanVan en 2003.

## Historique

### À l'origine, une moto destinée aux fermiers
C’est à la fin des années 1960 que les constructeurs japonais étudient rigoureusement tous les besoins du marché américain. Conscient que les agriculteurs pouvaient avoir besoin d’un petit engin pour faire le tour de leur exploitation agricole, Suzuki élabora donc un projet de moto avec un cahier des charges simple : facile à prendre en main, stable, bas et équipé de pneu basse pression pour évoluer tranquillement dans les champs.
C’est alors que le Suzuki RV (RV pour Recreational Vehicle) sort en 1972. Plusieurs cylindrées cohabiteront : 50, 90 et 125 cm3. Seulement, avec un tel look et sa facilité de prise en main, l’engin a très vite été prisé des citadins mais surtout des surfeurs et autres adeptes de la plage. Restant au catalogue du constructeur pendant une décennie, il tire sa révérence en 1982.
Cependant, malgré sa courte carrière elle aura déjà marqué le monde du deux-roues puisque son concept est repris par Yamaha avec sa TW qui sort sur le marché américain en 1985.

### La néo-rétro des années 2000-2010
C’est en 2003 que Suzuki décide réintroduire sur le marché son emblématique VanVan. Dotée d’un moteur issu de la Suzuki GN, cette nouvelle VanVan trouve facilement son public en surfant sur le style néo-rétro. En 2008, pour continuer d'être commercialisée en Europe, elle troque son carburateur pour une injection.
En 2016, Suzuki décide de commercialiser la version 200 cm3 qui existait déjà depuis 2003 au Japon. Mais l’arrivée de la norme Euro 4, devenue obligatoire le 1er janvier 2017, met fin à la commercialisation du modèle après quatorze ans de présence sur le marché européen. Elle perdure sur le marché américain et japonais, exclusivement dans sa version 200 cm3, jusqu'en janvier 2020.

### La Suzuki VanVan, une icône?
Que ce soit le modèle des années 1970 ou bien celui des années 2000, la Suzuki VanVan bénéficie d'une immense côte de sympathie auprès des utilisateurs. Les amateurs de cette moto ont organisé des rassemblements annuels que ce soit en France avec les VanVan Days ou bien en Angleterre sur l'île de Wight.
Malgré la percée des constructeurs chinois sur le segment néo-rétro en Europe au tournant des années 2010, la Suzuki VanVan reste prisée et recherchée des amateurs de motos. La fin de sa commercialisation permet à l'engin d'être recherché par les collectionneurs, à tel point que sa cote sur le marché de l'occasion devient de plus en plus élevée au fil des années.

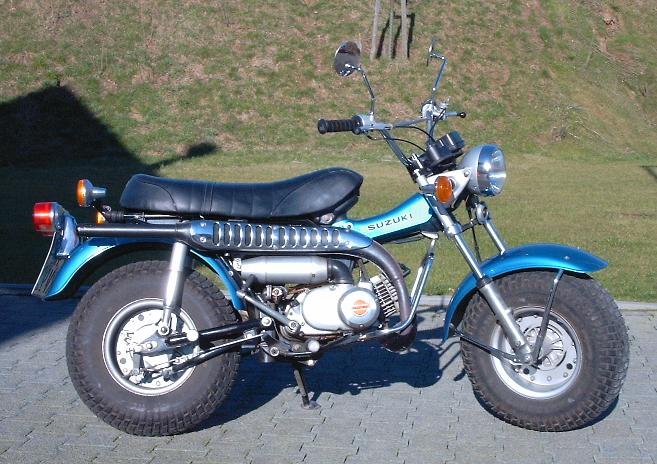
Suzuki RV 90.

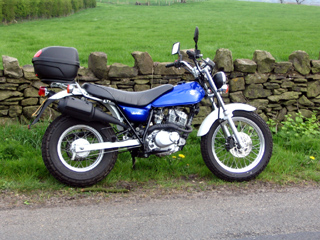
Suzuki RV125 VanVan 2005.

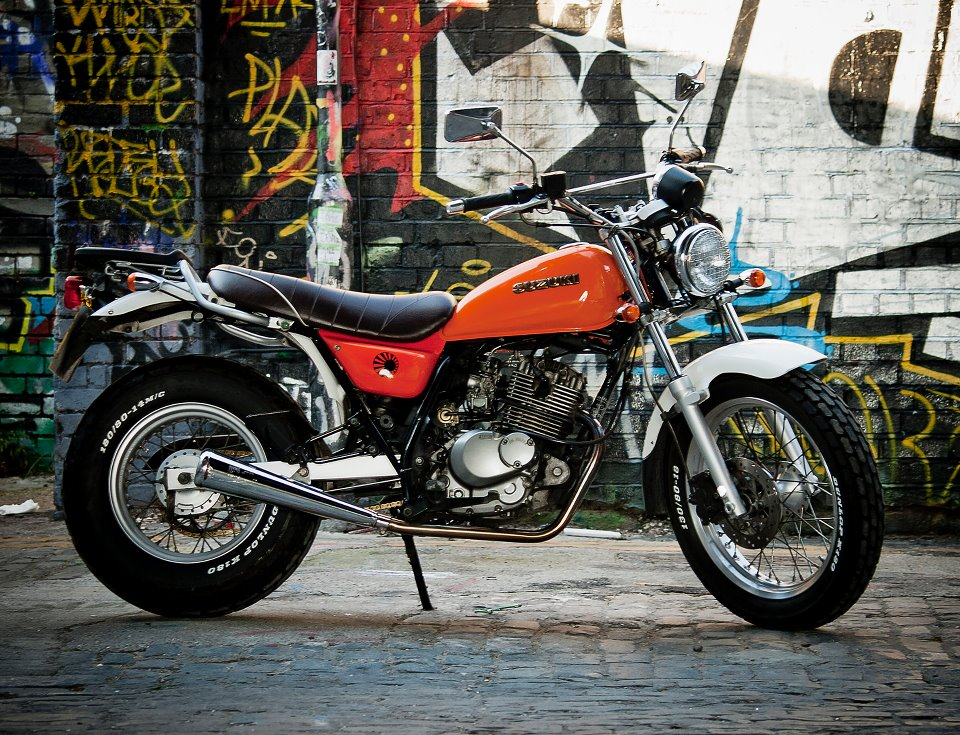
Une VanVan personnalisée.

## Spécifications du modèle 2003
Moteur et transmission
- Type : monocylindre refroidi par air, 4T, 1 ACT
- Cylindrée : 125 cm3
- Alésage × course : 57 × 48,8 mm
- Taux de compression : 9,2 : 1
- Lubrification : carter humide
- Allumage : électronique (transistorisé)
- Démarreur : électrique
- Boîte de vitesses : 6 rapports
- Transmission finale : chaîne

Partie-cycle
- Suspension AV : télescopique, ressort hélicoïdal, amortisseur d'huile
- Suspension AR : bras oscillant, ressort hélicoïdal, amortisseur d'huile
- Frein AV : à disque
- Frein AR : à tambour
- Pneu AV : 130 / 80-18 M / C 66P, avec chambre à air
- Pneu AR : 180 / 80-14 M / C 78P, avec chambre à air
- Réservoir : 6,5 L
- Poids à sec : 118 kg

Dimensions
- Longueur totale : 2 140 mm
- Largeur totale : 860 mm
- Hauteur totale : 1 120 mm
- Empattement : 1 385 mm
- Hauteur de selle : 770 mm